# Асоціація соціальних досліджень і комунікацій
«Асоціація соціальних досліджень і комунікацій (UDIK)» (босн. Udruženje za društvena istraživanja i komunikacije) — регіональна неурядова організація Боснії і Герцеговини з офісами в Сараєво та Брчко. Вона була заснована в 2013 році Едвіном Канкою Чудічем, метою якого було зібрати факти, документи та дані про геноцид, військові злочини та порушення прав людини в Боснії і Герцеговині та колишній Югославії.